# Lõi quỷ

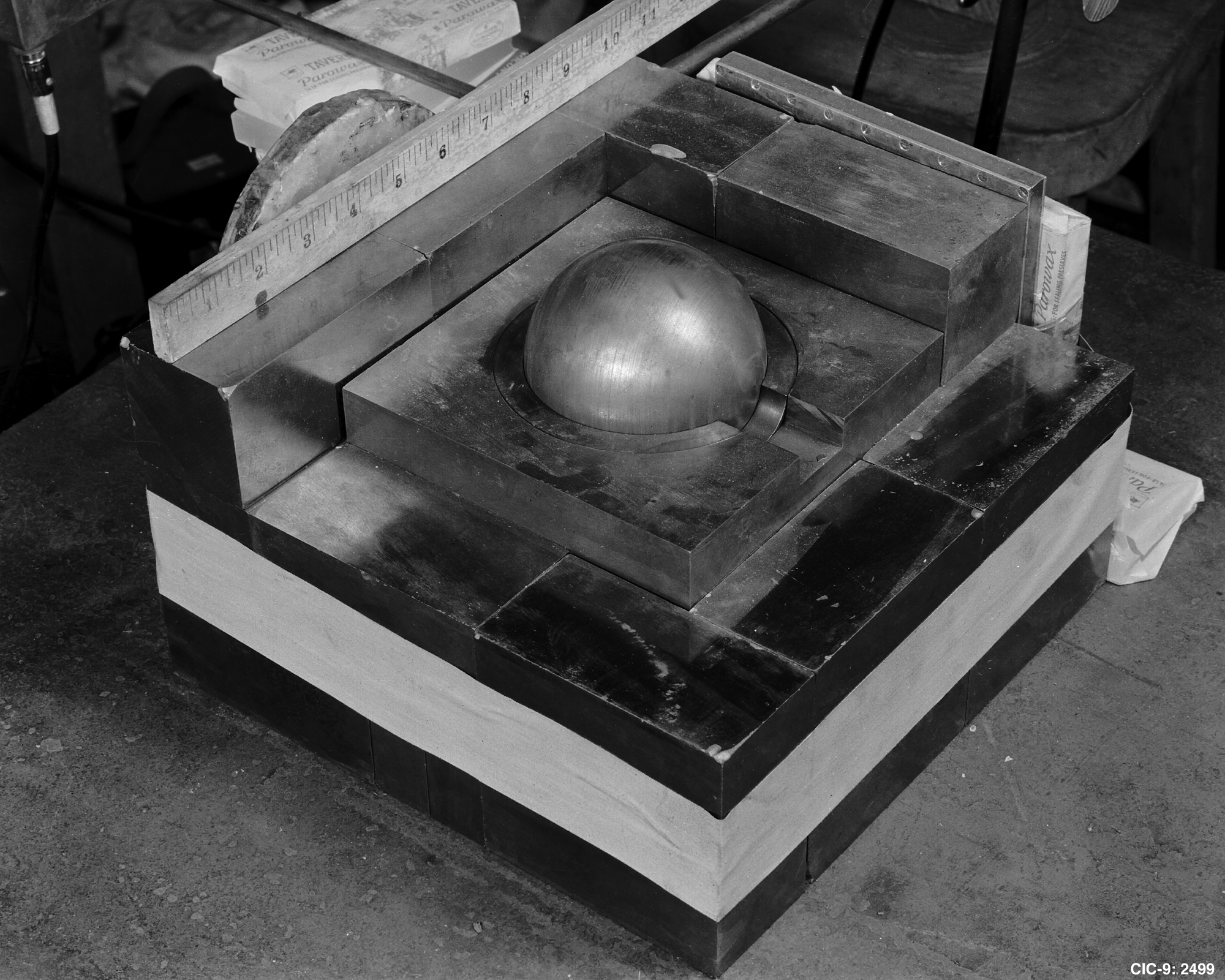
Mô hình tái tạo của tai nạn trong thí nghiệm năm 1945. Quả cầu làm bằng plutonium được bọc bởi một khối tungsten carbide phản xạ neutron.

Lõi quỷ (tiếng Anh: demon core) là một quả cầu plutonium có khối lượng dưới tới hạn khoảng 6.2 kilogram (14 lb), được tạo ra trong Chiến tranh thế giới thứ hai như là một phần của dự án Manhattan. Quả cầu này là lõi phân hạch của một quả bom hạt nhân. Lõi quỷ đã gây ra cái chết của hai nhà khoa học, lần lượt vào ngày 21 tháng 8 năm 1945 và ngày 21 tháng 5 năm 1946.
Lõi quỷ ban đầu được dự định sử dụng cho lần thả bom nguyên tử thứ 3 xuống Nhật Bản, nhưng với sự kiện Nhật Bản đầu hàng khiến điều đó không còn cần thiết, nên nó được chuyển sang sử dụng cho việc thí nghiệm. Chiếc lõi này được thiết kế kèm theo một biên độ an toàn nhỏ để đảm bảo bom sẽ nổ thành công. Nó đã gây ra hai tai nạn chết người vì vô tình được đặt trong trạng thái siêu tới hạn ở hai lần thử nghiệm. Cả hai tai nạn đều xảy ra ở phòng thí nghiệm Los Alamo, khiến hai nhà khoa học Harry Daghlian và Louis Slotin lần lượt chết vì ngộ độc phóng xạ nghiêm trọng. Sau hai tai nạn trên, chiếc lõi plutonium này được gọi là "lõi quỷ".

## Quá trình sản xuất và lịch sử ban đầu

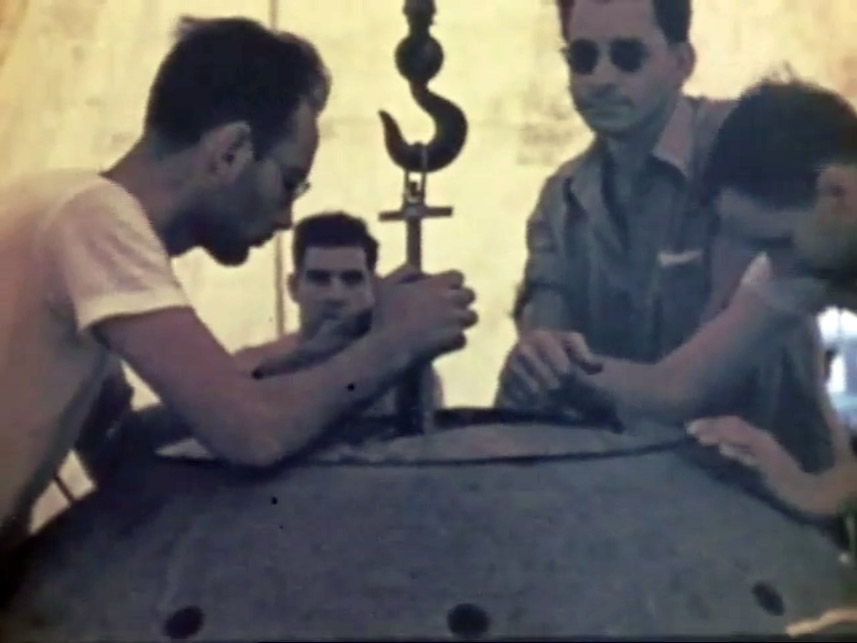
Hai nhà vật lý học Harry Daghlian (giữa trái) và Louis Slotin (giữa phải) trong vụ thử hạt nhân Trinity. Cả hai đều tử vong sau hai tai nạn siêu tới hạn liên quan đến "lõi quỷ".

Sau khi hoàn thiện, lõi quỷ (giống chiếc lõi của quả bom nguyên tử được thả xuống Nagasaki), nặng 6.2 kilogram, bán kính 89 milimet. Chiếc lõi bao gồm 3 phần: hai bán cầu plutonium-gallium và một đai tròn ở giữa hai bán cầu để ngăn luồng neutron bên trong "rỉ" ra khỏi khe trong quá trình co sập. Lõi của thiết bị được sử dụng trong vụ thử hạt nhân Trinity không có đai tròn như vậy.
Vào ngày 10 tháng 8, thiếu tướng Leslie R. Groves, Jr. viết thư cho Thống tướng lục quân George C. Marshall, Tham mưu trưởng Lục quân Hoa Kỳ, để thông báo cho ông rằng:
Quả bom nguyên tử tiếp theo được dự kiến sẵn sàng để vận chuyển đến mục tiêu vào ngày đẹp trời đầu tiên sau ngày 24 tháng 8, 1945. Chúng tôi đã có thêm 4 ngày sản xuất và dự kiến sẽ vận chuyển những thành phần cuối cùng từ New Mexico vào ngày 12 hoặc 13 tháng 8. Nếu không có trở ngại nào trong quá trình sản xuất, trước và sau quá trình vận chuyển, thì quả bom sẽ sẵn sàng để được vận chuyển vào ngày có thời tiết phù hợp đầu tiên sau ngày 17 và 18 tháng 8.
Marshall cũng ghi chú thêm, "Không được thả quả bom xuống Nhật Bản mà chưa có sự cho phép của Tổng thống", khi đó Tổng thống Harry S. Truman đang theo dõi ảnh hưởng của hai vụ thả bom nguyên tử đầu tiên. Ngày 13 tháng 8, quả bom thứ ba được lên lịch thả, dự kiến là sẽ chuẩn bị sẵn sàng vào ngày 16 tháng 8 để thả vào ngày 19 tháng 8. Dự định này đã bị hủy sau khi Nhật Bản đầu hàng vào ngày 15 tháng 8, 1945. Chiếc lõi được giữ lại ở Los Alamos.

## Tai nạn đầu tiên
Khi được lắp ráp hoàn chỉnh, chiếc lõi được thiết kế ở mức “−5 cents”. Ở trạng thái này, chỉ còn một biên độ an toàn nhỏ để chống lại các yếu tố ngoại lai có thể làm tăng độ phản ứng, khiến lõi trở nên siêu tới hạn, và sau đó đạt tới trạng thái tới hạn tức thời, một giai đoạn ngắn có sự gia tăng năng lượng nhanh chóng. Những yếu tố này hiếm khi xuất hiện trong môi trường tự nhiên; chúng chỉ có khả năng xảy ra trong những điều kiện như nén lõi kim loại rắn (vốn là phương pháp được sử dụng để kích nổ bom sau này), sự bổ sung thêm vật liệu hạt nhân, hay sự bổ sung một vật dùng để phản xạ lại những neutron nảy ra ngoài ngược trở về lõi. Những thí nghiệm tiến hành ở Los Alamos dẫn đến hai tai nạn chết người là những thí nghiệm với mục đích đảm bảo chiếc lõi thực sự gần điểm tới hạn, bằng cách sắp xếp các bộ phản xạ và đo lường mức độ phản xạ neutron cần thiết để đạt tới trạng thái siêu tới hạn.
Ngày 21 tháng 8 năm 1945, chiếc lõi plutoni đã sản sinh một luồng bức xạ neutron khiến nhà vật lý Harry Daghlian tử vong. Daghlian đã phạm lỗi khi đang thực hiện thí nghiệm phản xạ neutron lên chiếc lõi. Ông làm việc một mình, cách đó 3 đến 4m là binh nhì Robert J. Hemmerly. Chiếc lõi được đặt trong một chồng gạch phản xạ neutron làm bằng tungsten carbide, mỗi lần chồng thêm một lớp gạch thì chiếc lõi lại gần điểm tới hạn hơn một chút. Khi đang chồng thêm một lớp gạch lên chiếc lõi, Daghlian vô tình làm rơi gạch trực tiếp lên chiếc lõi và làm nó hoàn toàn đạt đến trạng thái siêu tới hạn. Ông nhanh chóng nhấc viên gạch ra khỏi chiếc lõi, nhưng đã hấp thụ một liều phóng xạ chết người. Ông chết 25 ngày sau đó vì ngộ độc phóng xạ cấp tính.
| Tên                        | Nguyên quán             | Tuổi khi tai nạn xảy ra | Nghề nghiệp                            | Liều phóng xạ                                      | Hậu quả                                                                         | Nguồn |
| -------------------------- | ----------------------- | ----------------------- | -------------------------------------- | -------------------------------------------------- | ------------------------------------------------------------------------------- | ----- |
| Harry K. Daghlian, Jr.     | New London, Connecticut | 24                      | Nhà vật lý học                         | 200 rad (2.0 Gy) neutron 110 rad (1.1 Gy) gamma    | Chết sau 25 ngày sau tai nạn nhiễm phóng xạ cấp tính.                           | [ 9 ] |
| Binh nhì Robert J.Hemmerly | Whitehall, Ohio         | 29                      | Lính gác Biệt đội kỹ sư đặc biệt (SED) | 8 rad (0.080 Gy) neutron 0.1 rad (0.0010 Gy) gamma | Chết năm 1978 (33 năm sau tai nạn) vì bệnh bạch cầu myeloid cấp tính ở tuổi 62. | [ 9 ] |

## Tai nạn thứ hai

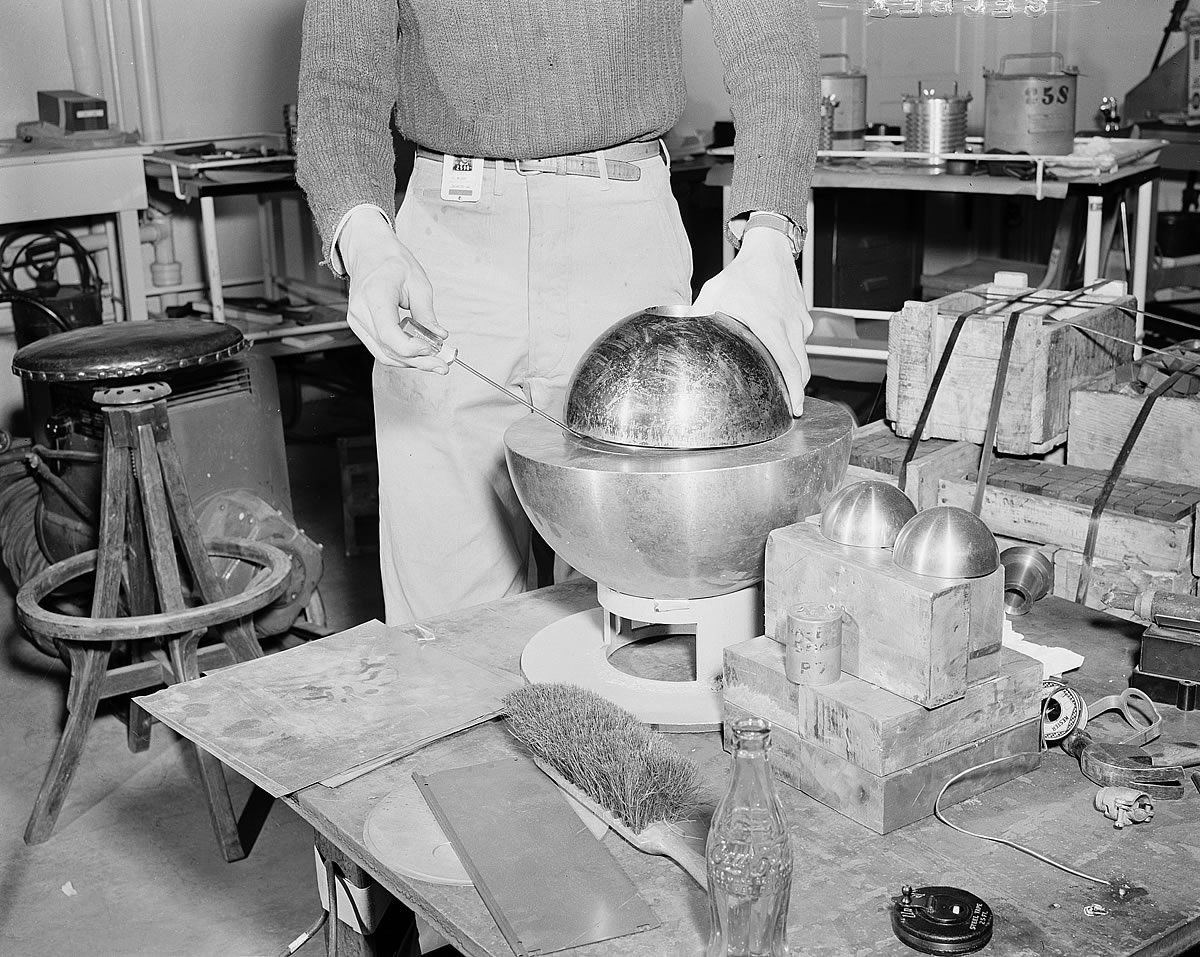
Tái tạo lại thí nghiệm năm 1946. Bán cầu bên trên có thể nhìn thấy, nhưng lõi bên trong thì không. Bán cầu beryllium được giữ lên bằng một chiếc tuốc nơ vít.

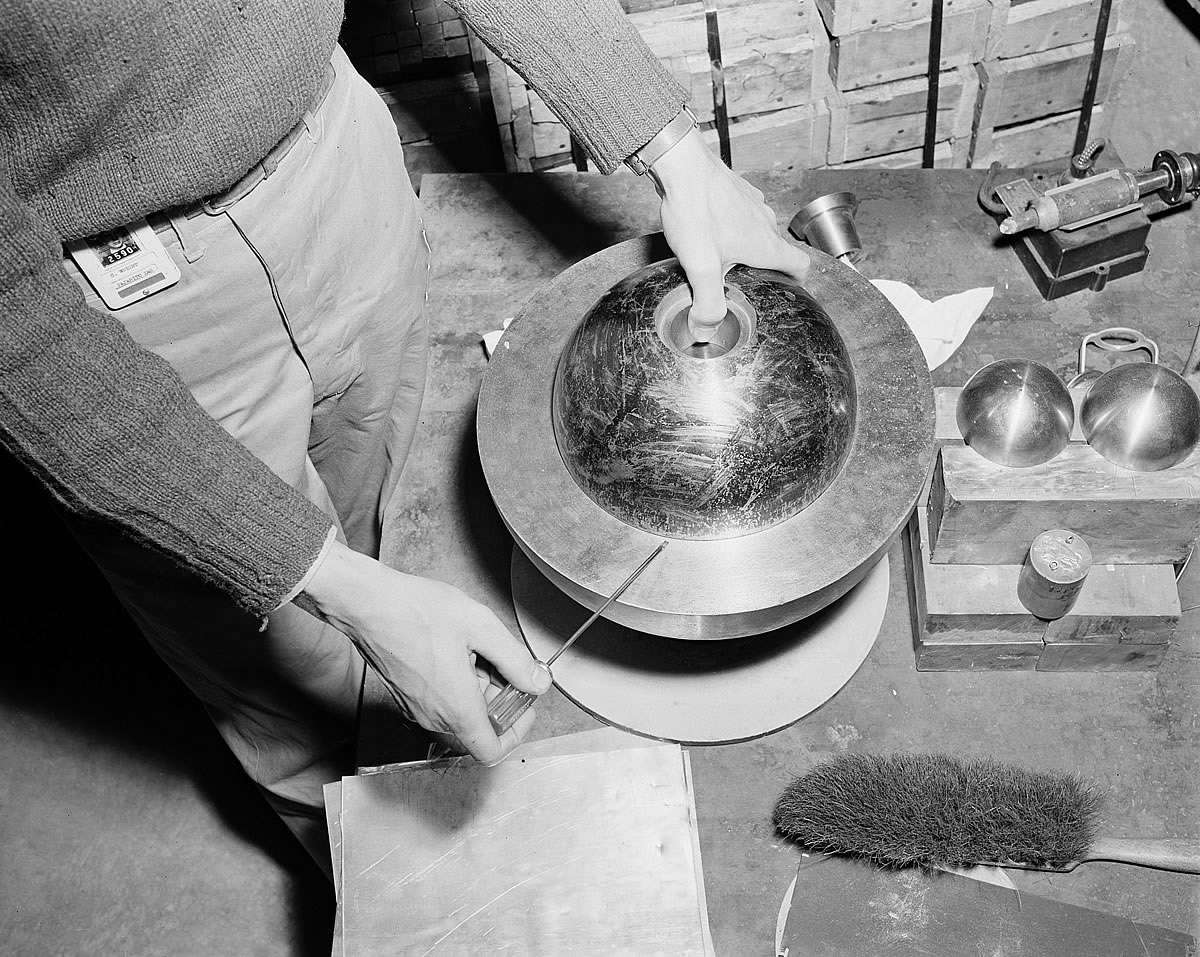

Ngày 21 tháng 5 năm 1946, nhà vật lý Louis Slotin và bảy nhân vật Los Alamos khác đang tiến hành thí nghiệm trong phòng thí nghiệm Los Alamos để kiểm tra độ tới hạn của chiếc lõi bằng cách điều chỉnh các vật phản xạ neutron. Slotin sắp rời Los Alamos, ông hướng dẫn cho Alvin C. Grave kỹ thuật kiểm tra để dùng cho bài thử nghiệm cuối cùng trước vụ thử hạt nhân Chiến dịch Crossroad, được lên kế hoạch một tháng sau ở đảo san hô vòng Bikini. Thí nghiệm yêu cầu người thử nghiệm phải đặt hai bán cầu làm bằng beryllium (chất phản xạ neutron) quanh chiếc lõi và dùng tay hạ bán cầu bên trên xuống bằng một lỗ xỏ trên đỉnh. Khi bán cầu được điều chỉnh lên xuống thì một bộ đếm nhấp nháy sẽ đo đạc phản ứng của chiếc lõi. Thí nghiệm cần phải duy trì một khe nhỏ giữa hai bán cầu để giữ cho chiếc lõi ở trạng thái dưới tới hạn. Quy trình chuẩn là phải dùng những miếng chêm ở giữa hai bán cầu, vì nếu để hai bán cầu ghép lại với nhau hoàn toàn sẽ dẫn đến khối lượng tới hạn, gây ra phản ứng phát xạ chết người từ chiếc lõi.
Trong quy trình thí nghiệm chưa được duyệt của Slotin, những miếng chêm không được sử dụng mà thay vào đó là lưỡi của chiếc tuốc nơ vít đầu dẹt được điều khiển bởi tay kia của Slotin. Slotin là một người được cho là thích ra vẻ, trở thành chuyên gia khu vực, thực hiện bài thử nghiệm hàng chục lần trong trang phục quần bò xanh và bốt cao bồi, trong một phòng đầy người quan sát. Enrico Fermi liên tục cảnh báo Slotin và những người khác rằng họ sẽ "chết trong vòng một năm" nếu cứ tiếp tục thí nghiệm với thái độ như vậy. Các nhà khoa học gọi hành động đùa giỡn với khả năng gây ra phản ứng hạt nhân dây chuyền này là "chọc đuôi rồng", dựa trên lời so sánh thí nghiệm này với việc "chọc đuôi con rồng đang say ngủ" của nhà vật lý học Richard Feynman.

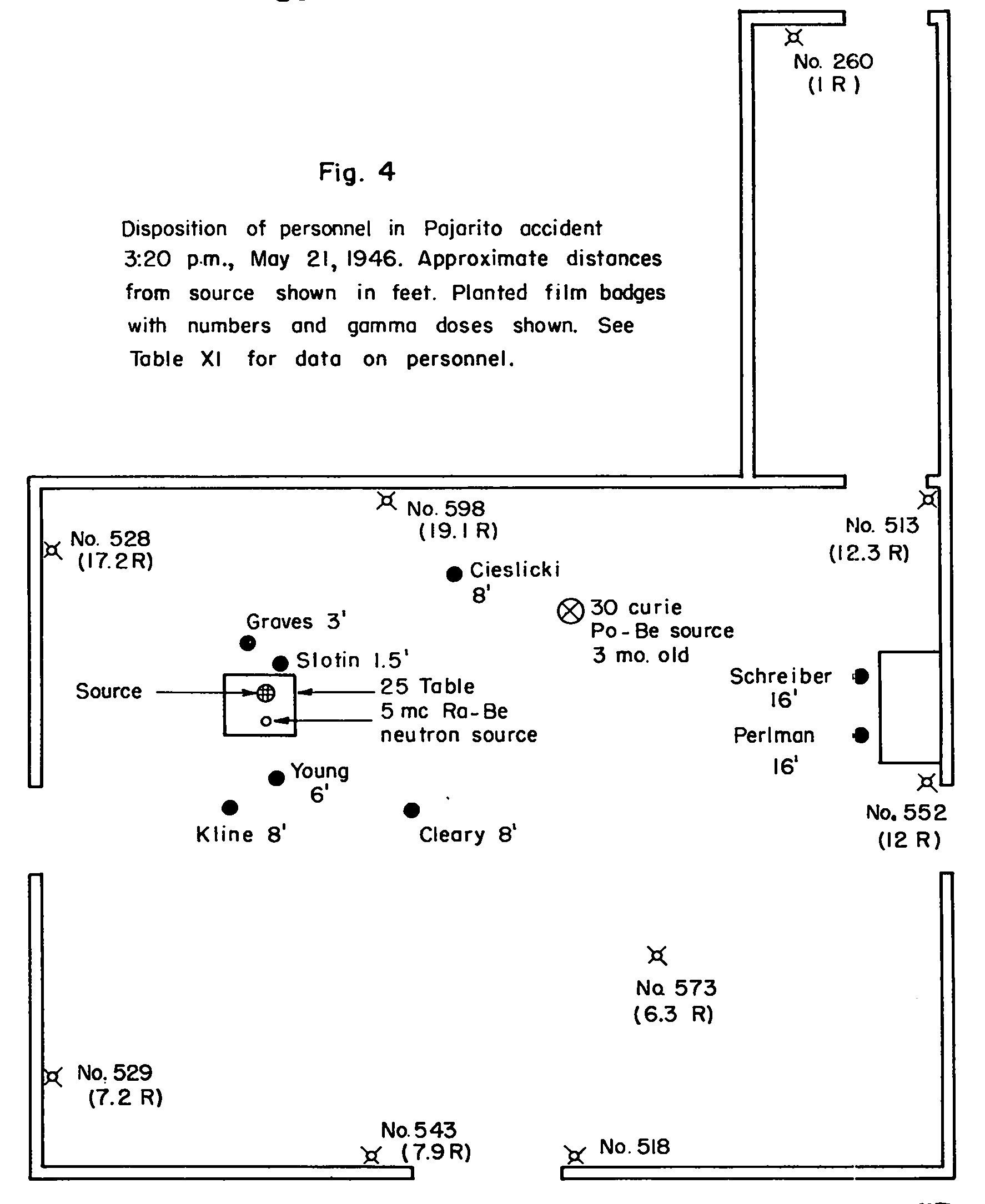
Bản phác thảo được các bác sĩ sử dụng để xác định lượng phóng xạ mà từng người trong phòng đã tiếp xúc trong sự cố tới hạn.

Vào ngày xảy ra tai nạn, chiếc tuốc nơ vít của Slotin bị trượt ra ngoài một phần inch khi ông đang hạ bán cầu phía trên xuống, cho phép quả cầu được bao phủ hoàn toàn bởi vật chất phản neutron. Ngay lập tức, một tia sáng màu xanh dương lóe lên, và Slotin cảm thấy một làn sóng nhiệt tỏa ra; chiếc lõi đã đạt đến trạng thái siêu tới hạn, phóng ra một luồng bức xạ neutron mạnh ước tính khoảng nửa giây. Slotin nhanh chóng xoay cổ tay, hất bán cầu phía trên xuống đất. Hơi ấm từ chiếc lõi dừng ngay lập tức sau vài giây. Vụ tai nạn được ngăn chặn. Vị trí Slotin đứng giúp chắn đa phần bức xạ neutron cho những người khác, nhưng ông hấp thụ một lượng phóng xạ chết người 1,000 rad (10 Gy) neutron và 114 rad (1.14 Gy) phóng xạ gamma trong vòng dưới 1 giây và chết 9 ngày sau đó vì ngộ độc phóng xạ cấp tính.
Người đứng gần Slotin nhất là Graves, lúc đó đang ngó qua vai Slotin và được chắn một phần bởi Slotin. Graves hấp thụ một lượng phóng xạ cao nhưng không chết người. Graves nhập viện vài tuần do ngộ độc phóng xạ nghiêm trọng. Ông chết 20 năm sau đó ở tuổi 55 vì nhồi máu cơ tim. Đây có thể là do Graves tiếp xúc với phóng xạ, nhưng bố ông cũng chết vì đau tim nên cái chết của Graves cũng có thể là do di truyền.

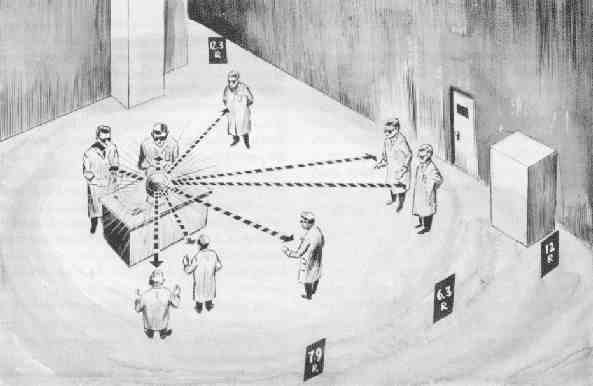
Bản vẽ được dựng lại dựa trên bản phác thảo bên trên.

Tai nạn thứ hai được Hãng tin Associated Press đưa tin vào ngày 26 tháng 5 năm 1946 như sau: “Bốn người bị thương do tiếp xúc phóng xạ trong phòng thí nghiệm nguyên tử của chính phủ tại đây [Los Alamos] đã được xuất viện, và ‘tình trạng hiện tại’ của bốn người khác đang ổn định, theo thông báo của Quân đội ngày hôm nay. Tiến sĩ Norris E. Bradbury, giám đốc dự án, cho biết các nạn nhân đã bị thương vào thứ Ba tuần trước trong một thí nghiệm với vật liệu có thể phân hạch".

### Nghiên cứu y tế
Những nghiên cứu về sức khỏe của những người bị phơi nhiễm sau đó đã được tiến hành. Báo cáo đầu tiên được công bố vào năm 1951. Một báo cáo nữa đã được biên soạn để gửi cho chính phủ Hoa Kỳ năm 1979. Bản tóm tắt như sau:
| Tên                            | Nguyên quán                | Tuổi khi tai nạn xảy ra | Nghề nghiệp                                        | Liều phóng xạ                                     | Hậu quả | Nguồn        |
| ------------------------------ | -------------------------- | ----------------------- | -------------------------------------------------- | ------------------------------------------------- | --- | ------------ |
| Louis Alexander Slotin         | Winnipeg, Manitoba, Canada | 35                      | Nhà vật lý học                                     | 1,000 rad (10 Gy) neutron 114 rad (1.14 Gy) gamma | Chết 9 ngày sau đó vì bệnh liên quan đến đường ruột.                                                                                  | [ 10 ]       |
| Alvin C.Graves                 | Austin, Texas              | 34                      | Nhà vật lý học                                     | 166 rad (1.66 Gy) neutron 26 rad (0.26 Gy) gamma  | Chết năm 1965 (19 năm sau tai nạn) vì nhồi máu cơ tim.                                                                                | [ 7 ]        |
| Samuel Allan Kline             | Chicago, Illinois          | 26                      | Sinh viên vật lý, sau này là luật sư bằng sáng chế |                                                   | Chết năm 2001 (55 năm sau tai nạn); từ chối tham gia các nghiên cứu và bị ngăn không cho xem kết quả nghiên cứu y tế từ vụ tai nạn.   | [ 7 ]        |
| Marion Edward Cieslicki        | Mt. Lebanon, Pennsylvania  | 23                      | Nhà vật lý học                                     | 12 rad (0.12 Gy) neutron 4 rad (0.040 Gy) gamma   | Chết vì bệnh bạch cầu myeloid cấp tính năm 1965 (19 năm sau tai nạn)                                                                  | [ 7 ]        |
| Dwight Smith Young             | Chicago, Illinois          | 54                      | Nhiếp ảnh                                          | 51 rad (0.51 Gy) neutron 11 rad (0.11 Gy) gamma   | Chết vì suy tủy xương và viêm nội tâm mạc nhiễm khuẩn năm 1975 (29 năm sau tai nạn)                                                   | [ 7 ]        |
| Raemer Edgar Schreiber         | McMinnville, Oregon        | 36                      | Nhà vật lý học                                     | 9 rad (0.090 Gy) neutron 3 rad (0.030 Gy) gamma   | Chết vì nguyên nhân tự nhiên năm 1998 (52 năm sau tai nạn) ở tuổi 88                                                                  | [ 7 ] [ 14 ] |
| Theodore Perlman               | Louisiana                  | 23                      | Kỹ sư                                              | 7 rad (0.070 Gy) neutron 2 rad (0.020 Gy) gamma   | "Vẫn còn sống trong tình trạng sức khỏe và tinh thần ổn định" vào năm 1978; có thể đã chết vào tháng 6 năm 1988 (42 năm sau tai nạn). | [ 7 ]        |
| Binh nhì Patrick Joseph Cleary | Thành phố New York         | 21                      | Lính gác                                           | 33 rad (0.33 Gy) neutron 9 rad (0.090 Gy) gamma   | Chết trận vào ngày 3 tháng 9 năm 1950 (4 năm sau tai nạn) khi đang chiến đấu trong chiến tranh Triều Tiên.                            | [ 7 ]        |

Hai thợ máy Paul Long và một người không biết tên khác ở một phần khác của tòa nhà (cách đó 6-7.5m) không được điều trị.
Sau hai vụ tai nạn, chiếc lõi plutonium, trước kia được gọi là "Rufus", được người ta gọi là "lõi quỷ". Các thí nghiệm tới hạn tiến hành trực tiếp bằng tay không được tiến hành nữa, và kỹ sư Schreiber, một trong những người sống sót, đã thiết kế các thiết bị điều khiển từ xa cùng với hệ thống camera truyền hình để thực hiện các thí nghiệm này từ khoảng cách an toàn, cách hiện trường khoảng một phần tư dặm (khoảng 400 mét).

## Số phận của chiếc lõi
Lõi quỷ ban đầu được dự kiến sử dụng trong vụ thử hạt nhân thuộc Chiến dịch Crossroads, nhưng sau tai nạn tới hạn thứ hai, cần có thời gian để phóng xạ giảm xuống và để đánh giá lại ảnh hưởng của các sản phẩm phân hạch mà nó chứa, một số trong đó có khả năng hấp thụ neutron mạnh, làm cản trở mức độ phân hạch mong muốn. Hai lõi tiếp theo đã được chuyển đến để sử dụng trong các vụ thử Able và Baker, còn lõi quỷ được lên lịch vận chuyển sau đó để phục vụ cho vụ thử thứ ba trong loạt thử nghiệm, tạm gọi là Charlie. Tuy nhiên, thử nghiệm này đã bị hủy bỏ do mức phóng xạ ngoài dự đoán từ vụ nổ dưới nước trong thử nghiệm Baker, cũng như việc không thể khử nhiễm các tàu chiến mục tiêu. Lõi này đã được nấu chảy vào mùa hè năm 1946 và vật liệu bên trong được tái chế để sử dụng cho các lõi hạt nhân khác.